# Porcellionides pruinosus
Porcellionides pruinosus ist eine ursprünglich mediterrane Landassel mit zehn anerkannten Unterarten. 

## Beschreibung
Die bis zu 11 mm große Art weist meist eine leicht bläulich-violette bis graue Färbung auf. Der Körper ist beschuppt und scheint daher mit einer Art Reif bedeckt zu sein, daher der Name pruinosus (lateinisch für bereift). Bei adulten Tieren ist das vorletzte Glied der Fühlergeißel etwas länger als das letzte Glied. Das Pleon ist deutlich schmaler als das Pereion. Die Beine sind weiß, das zweite Fühlerpaar hell-dunkel geringelt. Die Art verfügt über zwei Paar weiße Pseudotracheen an den Pleopoden. 

## Verbreitung und Lebensraum
Ursprünglich stammt Porcellionides pruinosus aus dem Mittelmeerraum, wurde aber auf alle Kontinente bis auf die Antarktis und viele Inseln verschleppt. Es handelt sich also um einen Kosmopoliten. 
In kühleren Regionen lebt die Assel zunehmend synanthrop, so ist sie in Frankreich, England und Belgien oft in Komposthaufen zu finden, wo durch den Verrottungsprozess höhere Temperaturen herrschen.

## Gefährdung
Wegen ihrer guten Anpassung an die Lebensräume der Menschen sind die Asseln lokal häufig. Sie werden in der Roten Liste der gefährdeten Tiere Deutschlands nicht bewertet, weil sie eingeschleppt wurden.

## Systematik und Taxonomie
Porcellionides pruinosus ist weltweit verbreitet, es existieren jedoch zahlreiche geographische Varianten, die sich in der Ausprägung verschiedener Merkmale unterscheiden. Molekulargenetische Untersuchungen deuten auf einen Artenkomplex hin, dessen taxonomische Abgrenzung jedoch schwierig ist. Immer wieder wurden neue Arten aus dem Artenkomplex ausgegliedert, später aber oft wieder mit Porcellionides pruinosus synonymisiert. Nicht immer schlagen sich die genetischen Unterschiede auch deutlich in der Morphologie nieder. Diese Kryptospezies sehen zwar gleich aus, können aber meist nicht miteinander gekreuzt werden.
Die Art wurde 1833 von Johann Friedrich von Brandt unter dem Namen Porcellio pruinosus erstbeschrieben. Weitere Synonyme lauten:
- Metoponorthus anatolicus Verhoeff, 1941
- Metoponorthus meleagris Budde-Lund, 1885
- Metoponorthus nigrobrunneus Budde-Lund, 1896
- Metoponorthus pruinosus (Brandt, 1833)
- Metoponorthus schwencki Moreira, 1927
- Metoponorthus swammerdamii Audouin, 1826
- Porcellio (Porcellionides) flavo-vittata Miers, 1878
- Porcellio (Porcellionides) jelskii Miers, 1878
- Porcellio flavovittatus Miers, 1878
- Porcellio frontalis Milne Edwards, 1840
- Porcellio maculicornis C.L. Koch, 1841
- Porcellio punctatus Brandt, 1833
- Porcellio uniformis C.L. Koch, 1841
- Porcellio zealandicus Miers, 1876
- Porcellionides anatolicus (Verhoeff, 1941)
- Porcellionides bagnalli Collinge, 1942
- Porcellionides breviramus Shen, 1949
- Porcellionides meleagris (Budde-Lund, 1885)
- Porcellionides schwencki (Moreira, 1927)
- Porcellionides swammerdamii (Audouin, 1826)

### Unterarten
Folgende Unterarten wurden beschrieben:
- Porcellionides pruinosus africana (Brian, 1931)
- Porcellionides pruinosus albosignatus (Verhoeff, 1967)
- Porcellionides pruinosus anconanus (Verhoeff, 1928)
- Porcellionides pruinosus argolicus (Verhoeff, 1918)
- Porcellionides pruinosus burdurensis (Verhoeff, 1941)
- Porcellionides pruinosus corcyraeus (Verhoeff, 1901)
- Porcellionides pruinosus ischianus (Verhoeff, 1940)
- Porcellionides pruinosus pruinosus (Brandt, 1833)
- Porcellionides pruinosus ribauti (Verhoeff, 1918)
- Porcellionides pruinosus waechtleri (Verhoeff, 1967)

Die ehemaligen Unterarten Porcellionides pruinosus anatolicus Arcangeli, 1938, Porcellionides pruinosus rhodiensis Arcangeli, 1934 sowie die Varietät Porcellionides pruinosus var. flavobrunneus (Collinge, 1917) werden heutzutage nicht mehr anerkannt und mit Porcellionides pruinosus synonymisiert.

## Haltung
Weil sie leicht zu halten ist, wird die Art als Futtertier gezüchtet. Es gibt eine orange und weiße Farbform. Im Züchterjargon werden die Tiere manchmal als "Kubanische Asseln" bezeichnet, obwohl sie nicht aus Kuba stammen.